# Oh Yeah (Roxy Music)
Oh Yeah, anche noto come Oh Yeah (On the Radio) in alcuni paesi, è il secondo singolo del gruppo rock inglese dei Roxy Music, estratto dal loro settimo album Flesh + Blood del 1980.

## Il brano
Bryan Ferry ha dichiarato al The Mail on Sunday il 28 giugno 2009, che nel brano ha tentato di ricreare l'atmosfera delle lunghe e calde serate estive nei drive-in americani. Come B-side include South Downs, una composizione strumentale di Bryan Ferry non presente nell'album. 
Si è classificato al 5º posto nella Official Singles Chart nel Regno Unito nell'estate del 1980.

## Video
Il video musicale del brano mostra il gruppo che suona su un piccolo palco. Si nota che è Andy Mackay a suonare il piano invece di Brian Ferry, che infatti ha dichiarato che dal 1974 ha smesso di suonare le tastiere dal vivo per concentrarsi meglio sul canto.

## Tracce
Testi e musiche di Bryan Ferry.
1. Oh Yeah – 4:12
2. South Downs – 5:08

## Formazione
Hanno partecipato alle registrazioni, secondo le note dell'album:
Roxy Music
- Brian Ferry – voce, piano
- Phil Manzanera - chitarra
- Andy Mackay – sassofono

Altri musicisti
- Neil Hubbard – chitarra
- Neil Jason – basso
- Allan Schwartzberg – batteria
- Paul Carrack – archi